# Hugo Wilhelm von Waldthausen
Hugo Wilhelm von Waldthausen (* 10. Mai 1853 in Essen; † 28. Januar 1931 in Wiesbaden) war ein deutscher Industrieller und Kommerzienrat.

## Leben
Hugo Wilhelm von Waldthausen entstammte der Essener Patrizier- und Industriellenfamilie Waldthausen. Er war das jüngste von sieben Kindern des Kaufmanns Jobst Wilhelm von Waldthausen und der Henriette Luise Ahrens. Nach Abschluss der Schule studierte er an der RWTH Aachen Ingenieurwissenschaften. Hier schloss er sich dem Corps Rhenania an, das ihn im Sommersemester 1875 rezipierte.
1887 gründete er zusammen mit dem Dortmunder Chemiker Dr. Ernst Wirth und dem Werner Ingenieur Otto Schulz die Chemische Fabrik Dr. Wirth, Waldthausen u. Schulz, die aus Steinkohlenteer Teerprodukte, Straßenteer, Pech, Rohnaphthalin und Carbolineum herstellte. 1918 wurde die Fabrik an die Ludwigshafener Firma Raschig verkauft, die noch heute in Werne produziert.

## Verdienste um das Gemeinwohl
Von 1895 bis 1900 war Hugo Wilhelm von Waldthausen Werner Gemeindeverordneter und von 1900 bis 1916 Gemeindevorsteher von Werne. 1903 stiftete er die vierte und größte Glocke der Evangelischen Kirche Bochum-Werne und 1913 10.000 Mark an den Fonds zur Errichtung einer Turnanstalt mit Badeeinrichtung in der Gemeinde Werne.

## Ehrungen
- Für seine Verdienste um das Gemeinwohl wurde Hugo Wilhelm von Waldthausen zum königlichen Kommerzienrat ernannt.
- 1904 erhielt er die Bestätigung des preußischen Adels.[4]
- Nach ihm wurde 1929 in Werne die Von-Waldthausen-Straße[5] benannt.